# Calochortus subalpinus
Calochortus subalpinus är en liljeväxtart som beskrevs av Charles Vancouver Piper. Calochortus subalpinus ingår i släktet Calochortus och familjen liljeväxter. Inga underarter finns listade.

## Bildgalleri

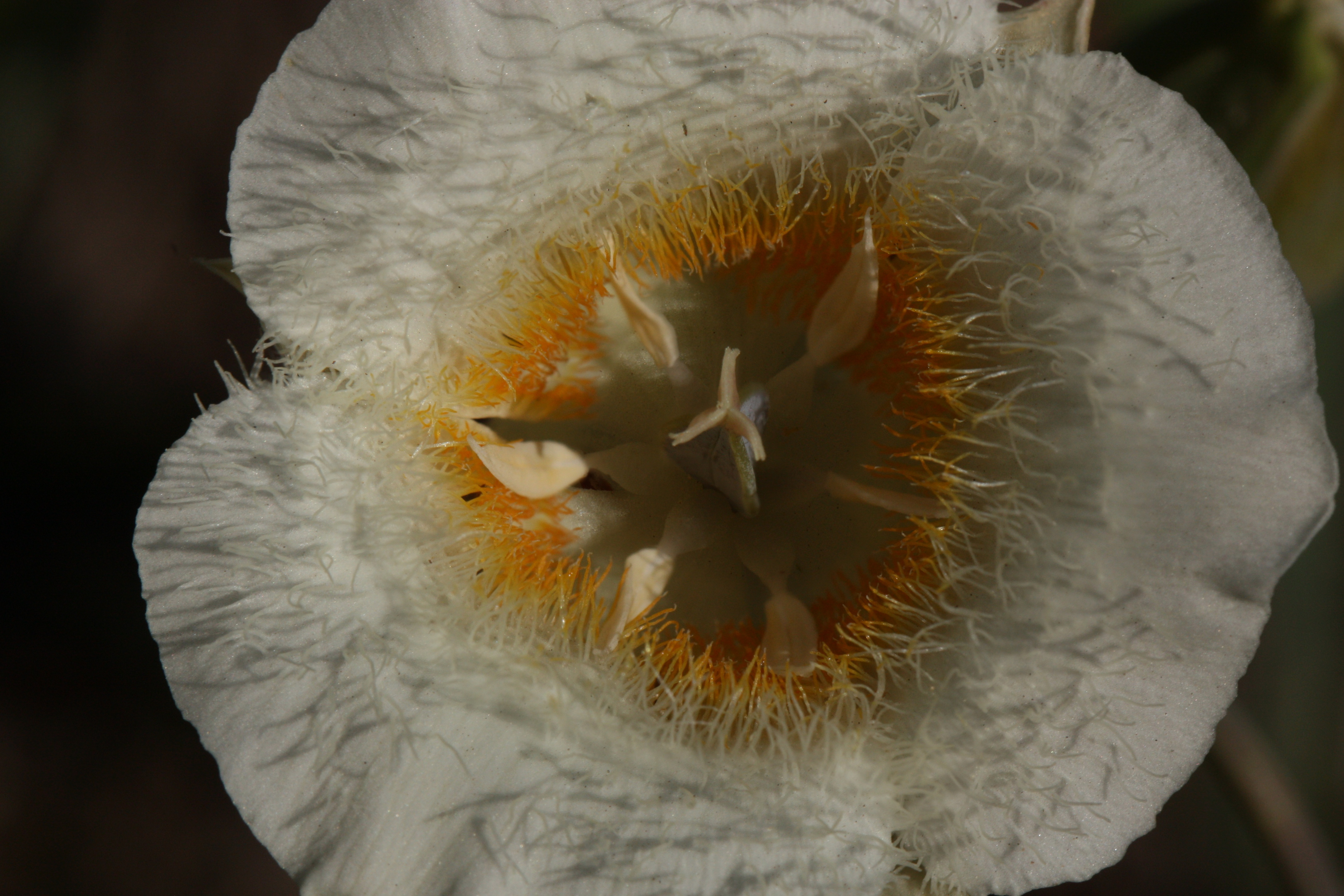